# الوضع السابق للحرب
إن مصطلح «الوضع السابق للحرب» (وهو أيضًا الوضع القائم قبل الحرب ويختصر غالبًا إلى الوضع الراهن) هي عبارة من اللاتينية "Status quo ante bellum".
استخدم هذا المصطلح في الأصل في المعاهدات للإشارة إلى انسحاب قوات العدو واستعادة قيادة ما قبل الحرب. عند استخدامه على هذا النحو، فهذا يعني أنه لا يوجد طرف يكسب أو يفقد الأراضي أو الحقوق الاقتصادية والسياسية. هذا يتناقض مع مبدأ الحدود الموروثة، حيث يحتفظ كل جانب بأي منطقة وممتلكات أخرى يمتلكها في نهاية الحرب.
تم تعميم المصطلح لتشكيل العبارات الوضع الراهن والوضع السابق. وخارج هذا السياق، يرتبط مصطلح قبل الحرب في الولايات المتحدة عادةً بالفترة التي سبقت الحرب الأهلية الأمريكية، بينما في أوروبا وأماكن أخرى بالفترة التي سبقت الحرب العالمية الأولى.

## أمثلة تاريخية
مثال مبكر هو المعاهدة التي أنهت الحرب الحرب الساسانية-البيزنطية 602-628 بين الإمبراطورية الرومانية الشرقية والساسانية الفارسية. احتل الفرس آسيا الصغرى وفلسطين ومصر. وبعد هجوم روماني مضاد وناجح في بلاد ما بين النهرين أفضى أخيرًا إلى نهاية الحرب، تمت استعادة سلامة الحدود الشرقية لروما كما كانت قبل 602 بالكامل. استنفدت الإمبراطوريتان قوتهما بعد هذه الحرب، ولم تكن أي منهما مستعدة للدفاع عن نفسها عندما خرجت جيوش الإسلام من شبه الجزيرة العربية عام 632.
مثال آخر هو الحرب العدلية الحبشية في القرن السادس عشر بين سلطنة عدل المسلمة والإمبراطورية الإثيوبية المسيحية التي انتهت إلى طريق مسدود. تم استنفاد كلتا الإمبراطوريتين بعد هذه الحرب، ولم يكن أي منهما مستعدًا للدفاع عن نفسه ضد هجرات أورومو الوثنية.

### حرب السنوات السبع
استمرت حرب السنوات السبع بين بروسيا والنمسا من 1756 إلى 1763 وانتهت في حالة ما قبل الحرب. حاولت النمسا استعادة منطقة سيليزيا، التي خسرتها في حرب الخلافة النمساوية قبل ثماني سنوات، لكن المنطقة بقت في أيدي البروسيين.

### حرب 1812
مثال آخر على الحرب التي أنهت الوضع السابق للحرب هي حرب عام 1812 بين الولايات المتحدة والمملكة المتحدة، والتي انتهت مع معاهدة غنت في عام 1814. خلال المفاوضات، اقترح الدبلوماسيون البريطانيون إنهاء الحرب بحيازة الممتلكات. وبينما طالب الدبلوماسيون الأمريكيون أيضًا بالتنازل عن كندا، فقد ضغط المسؤولون البريطانيون من أجل إقامة دولة هندية حاجزة موالية لبريطانيا في الغرب الأوسط والاحتفاظ بأجزاء من ولاية ماين التي استولوا عليها (أي أيرلندا الجديدة) خلال الحرب فإن المعاهدة النهائية لم تترك مكاسب أو خسائر في الأرض للولايات المتحدة أو المستعمرات الكندية في المملكة المتحدة.

### نزاع المنطقة الكورية منزوعة السلاح
نزاع المنطقة الكورية منزوعة السلاح، الذي يشار إليه أيضًا باسم الحرب الكورية الثانية من قبل البعض، كان سلسلة من الاشتباكات المسلحة على مستوى منخفض بين القوات الكورية الشمالية وقوات كوريا الجنوبية والولايات المتحدة، وقد حدثت إلى حد كبير بين الأعوام 1966 و1969 في المنطقة الكورية منزوعة السلاح.

### حرب كرة القدم
كانت حرب كرة القدم، والمعروفة أيضًا باسم حرب ال100 ساعة، حربًا قصيرة خاضت بين السلفادور وهندوراس في عام 1969. وانتهت بوقف إطلاق النار بسبب تدخل منظمة الدول الأمريكية.

### حرب إيران والعراق
استمرت الحرب الإيرانية العراقية من سبتمبر 1980 إلى أغسطس 1988. «تُركت الحرب الحدود دون تغيير. وبعد ذلك بثلاث سنوات، مع اقتراب الحرب مع القوى الغربية، اعترف صدام حسين بحقوق إيران في النصف الشرقي من شط العرب، وهو عودة إلى الوضع السابق الذي كان قد رفضه قبل عقد من الزمن».[بحاجة لمصدر] وفي المقابل وعدت إيران بعدم غزو العراق حين كان هذا الأخير مشغولًا في الكويت.

### حرب الكارجيل
كانت حرب الكارجيل نزاعًا مسلحًا بين الهند وباكستان وقعت في عام 1999 بين 3 مايو و26 يوليو في منطقة كارجيل في جامو وكشمير وأماكن أخرى على طول خط السيطرة. بدأت الحرب بتسلل جنود باكستانيين ومتمردين مسلحين إلى مواقع على الجانب الهندي من خط السيطرة. وبعد شهرين من القتال، استعاد الجيش الهندي غالبية المواقع على الجانب الهندي، وانسحبت القوات الباكستانية إلى مواقعها في وقت السلم. انتهت الحرب دون تغييرات إقليمية على أي من الجانبين.